# Nový zákon
Nový zákon je soubor 27 knih, které tvoří druhou část křesťanské Bible. Jejich obsahem je působení a kázání Ježíše z Nazareta a počátky křesťanství jakožto víry v Ježíše Krista. Jednotlivé spisy Nového zákona vznikly mezi léty 50 a maximálně 120 našeho letopočtu. Podle Johna A. T. Robinsona, Dana Wallace, a Williama F. Albrighta byly všechny knihy Nového zákona dokončeny dokonce před rokem 70 našeho letopočtu. Spisy Nového zákona byly napsány řecky a shromážděny jako závazný soubor (kánon) ve 2. až 4. století. V té době už byly přeloženy do několika jazyků a rozšířeny po celém území tehdejší Římské říše.

## Název
Název Nový zákon (řecky hé kainé diathéké, latinsky Novum testamentum) jej na jedné straně odlišuje od židovské Bible, v křesťanském pojetí Starého zákona, na druhé straně na něj zřejmě navazuje už užitím pojmu „zákon“. Toto slovo však mělo ve staré češtině posunutý význam a původně znamenalo něco jako „odkaz“, což odpovídá latinskému Novum testamentum i ruskému Novyj zavět. Hebrejské berit, jež se slovy diathéké a testamentum překládalo, může však znamenat také „smlouva“.
V původním chápání tak název Nového zákona naznačoval, že jde o závaznou smlouvu (německy Der neue Bund, také Český studijní překlad překládá „Nová smlouva“), její strany však nejsou rovnoprávné, nýbrž iniciativa vychází jednoznačně od Hospodina. Tím se biblický zákon podobá odkazu. Proto se hovoří o „Zjevení Božím“, toto zjevení však člověka zároveň zavazuje jako zákon.

## Složení a původ
Nový zákon tvoří:
- Čtyři evangelia, která líčí kázání a působení Ježíše z Nazareta, jeho umučení a vzkříšení.
  - Evangelia podle Matouše, Marka a Lukáše, která jsou si obsahem i líčením bližší, se nazývají synoptická a vznikla pravděpodobně v letech 65 až 80 na základě staršího podání.[2]
  - Čtvrté evangelium podle Jana se obvykle považuje za nejmladší, vzniklé krátce před rokem 100. Ovšem o dataci novozákonních knih se vedou debaty a názory nejsou jednotné.[3]
- Skutky apoštolů popisují vznik křesťanské Církve v Jeruzalémě a počátky jejího šíření ve Středomoří, zejména misijní činnost apoštola Pavla.
- Soubor 21 dopisů (epištol) a kratších textů z první křesťanské doby, jež se dělí na
  - 13 listů apoštola Pavla jednotlivým církevním obcím a jejich představeným, jež vznikly mezi lety 51 až 100.
  - 8 listů či kázání, připisovaných apoštolům Pavlovi, Petrovi, Jakubovi a Janovi, jež nemají určitého adresáta a nazývají se někdy obecné či katolické. Pocházejí patrně z konce 1. nebo začátku 2. století.
- Knihu Zjevení Janova či Apokalypsu, která v symbolických obrazech kritizuje a napomíná jednotlivé křesťanské obce a předjímá budoucnost křesťanů i celého světa. Knihu je obtížné datovat, už od 2. století se však zmiňuje v jiných textech.

Podstatným krokem při vzniku Nového zákona byl výběr a sestavení závazného souboru (kánonu) z jednotlivě vzniklých textů. Evangelia a Pavlovy listy se už ve 2. století citují v jiných křesťanských spisech jako nepochybné autority, kolem roku 200 vznikl nejstarší zachovaný soupis knih vznikajícího Nového zákona (Zlomek Muratoriho), kdežto o postavení některých obecných listů a Apokalypsy se diskutovalo až do 4. století. Naopak v některých církevních obcích se četly a uznávaly i další spisy, které se nakonec nestaly součástí Nového zákona. Kromě toho vznikla v této době řada dalších spisů, které se sice také odvolávaly na autoritu apoštolů, nikdy však nedosáhly obecného uznání (List Laodicejským, Evangelium Tomášovo atd.). Obvykle se označují jako (novozákonní) apokryfy; některé z nich byly objeveny až v 19. století.

## Autorství
Stará křesťanská tradice připisuje jednotlivé knihy Nového zákona známým postavám, apoštolům a jejich žákům. Autorství se ovšem tehdy chápalo méně výlučně – ostatně starozákonní knihy, známé jako „Mojžíšovy“, líčí také Mojžíšovu smrt. Ve starých rukopisech mají evangelia nadpisy jako „Podle Matouše“, „Podle Jana“, což nemusí znamenat přímé autorství.
Textová a literární kritika dnes soudí, že první tři evangelia vznikla v letech 70–90. Tři první (tzv. synoptická) evangelia jsou zřetelně redakce, závislé na starších sbírkách výroků, příběhů a podobenství. Pokud se i v odborné diskusi hovoří o „Markovi“ nebo „Lukášovi“, míní se tím původce (redaktor) současného textu. Evangelista Jan napsal svůj spis kolem roku 100.
Markovo evangelium bylo sepsáno nejdříve, pravděpodobně okolo roku 70. Autorem Markova evangelia je podle tradice Jan Marek, který vystupuje v knize Skutků (Sk 12, 12.25 atd.) a také čtyřech novozákonních epištolách (např. Ko 4,10). Tento „Jan, zvaný též Marek“ doprovázel Pavla a Barnabáše až do Pamfylie v Malé Asii na jejich první misijní cestě (Sk 13,5.13). Nebyl očitým svědkem Ježíše Krista, ale informace o životě Ježíše Krista měl zejména od apoštola Petra, který byl jedním ze 3 nejbližších Ježíšových učedníků. Že by však skutečně tento Marek napsal text Evangelia podle Marka nelze doložit.
Kniha Skutků pochází od téhož autora, který napsal i Evangelium podle Lukáše. Z listů, připisovaných apoštolu Pavlovi, je u 7 nepochybným autorem (1Te, Ga, 1K, 2K, Ř, Fp a Fm), u zbývajících 6 byl možná jen učitelem a inspirátorem nějakého žáka. Listy Janovy, První list Petrův a List Židům vznikly patrně kolem roku 100. List Judův a 2. list Petrův možná ještě později, a pocházejí pravděpodobně od apoštolských žáků.

## Textová tradice

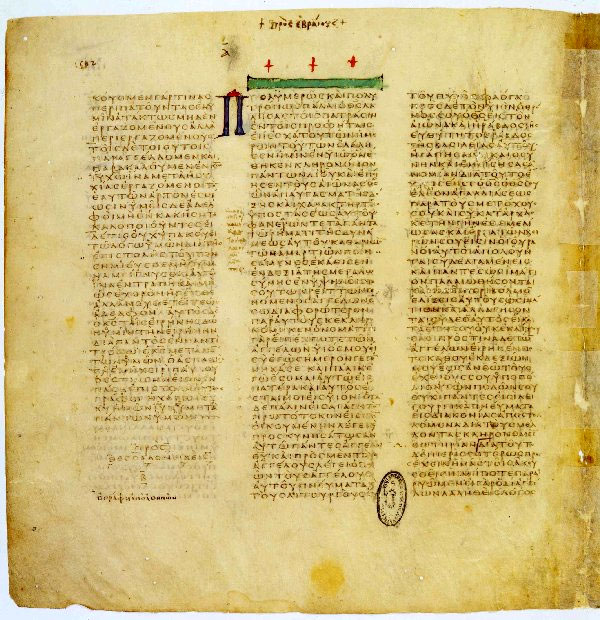
Stránka Vatikánského kodexu (B, 4. stol.)

Spisy Nového zákona se zachovaly v mimořádně velkém počtu starých opisů, překladů, zlomků a citátů, takže jsou zdaleka nejlépe zajištěnými starověkými texty.
- Nejstarší zachované zlomky na papyru pocházejí z Egypta, a to už od 2. století; nejstarší z nich, papyrus Rylands 457 (P52) s několika verši Janova evangelia, vznikl kolem roku 140.
- Od 2. století vznikaly i první překlady novozákonních knih do latiny, do syrských a egyptských dialektů; z téže doby pocházejí i nejstarší citáty v dílech raně křesťanských autorů (Kléméns Alexandrijský, Órigenés, Ireneus aj.), kteří se na ně už odkazují jako na autoritu.
- Ze 4. století pocházejí i nejstarší a víceméně úplné rukopisy celé řecké Bible, Starého i Nového zákona, pergamenové kodexy Vatikánský (označován jako B), Sinajský (Alef), Alexandrijský (A) a další. Na rozdíl od starší formy svitků, které se opisovaly jednotlivě, vyžadoval právě kodex (vázaná kniha) jednoznačné stanovení rozsahu kánonu, tj. rozhodnutí o tom, které knihy do něho patří a které nikoli.[7]

## Překlady
Od 4. století se těžiště křesťanství přesunulo na západ a zároveň latina nahradila řečtinu jako „světový“ jazyk Římské říše. Pro další historii Nového zákona a jeho působení byly tedy rozhodující překlady, zejména latinské. Nejstarší latinské překlady (vetus latina) vznikaly od 2. století patrně v Severní Africe, koncem 4. století pověřil papež Damasus učence Jeronýma (Hieronymus), aby je opravil a sjednotil. Jeroným se usadil v Palestině a tam vznikl kvalitní latinský překlad celé Bible z původních hebrejských a řeckých textů, který se pak pod názvem Vulgata užíval na západě po celý středověk a byl také základem prvních překladů do národních jazyků.
Už v pozdní antice a raném středověku vznikla řada překladů do národních jazyků (gótský překlad Wulfilův kolem 380, arménský, syrský, koptský a gruzínský překlad kolem 500, slovanský překlad sv. Metoděje kolem 870), a části Nového zákona byly už ve středověku přeloženy do řady jazyků. Teprve po roce 1350 se však objevily překlady celého Nového zákona (případně celé Bible) do češtiny (kolem 1360), do němčiny, francouzštiny, angličtiny a dalších evropských jazyků. Mezi prvními tištěnými knihami byl Nový zákon a Bible v latině (1455), italštině, němčině, češtině (1475), francouzštině, katalánštině a dalších.

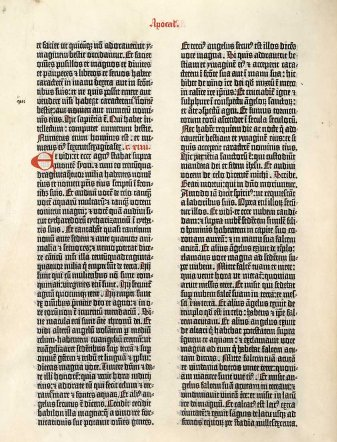
Stránka první tištěné Bible v latině (J. Gutenberg, 1455)

Teprve koncem středověku se na západě rozšířila znalost řečtiny a od roku 1500 vycházejí tiskem nová vydání řecké Bible i nové překlady z původních jazyků. V letech 1514–1520 vyšlo na podnět kardinála Jimeneze v Alcalá de Henares (Complutum) paralelní vydání Bible v hebrejštině, řečtině a latině Polyglotta complutensis, 1516 vyšel Erasmův řecký Nový zákon. Pod vlivem knihtisku i reformace se šířila potřeba soukromé četby Bible a vznikaly nové, velice významné překlady Nového zákona. Patří sem český překlad Jana Blahoslava (1564), převzatý pak do Bible kralické, anglický překlad Tyndalův (1527) a Bible krále Jakuba (1611), francouzský překlad Lefevra d'Etaples (1530), Lutherův překlad celé Bible (1534) a další. Všechny tyto překlady měly hluboký vliv na další utváření národních jazyků a dlouho tvořily i jazykovou normu. Jejich předlohy byly však málo spolehlivé a Erasmus dokonce chybějící část Apokalypsy přeložil sám z latiny do řečtiny.
Na to reagovalo soustavné kritické zkoumání a porovnávání biblických textů, které začíná v 17. století (Jean Astruc) a vyvrcholilo v kritických vydáních 19. století. Rozvoj misií a později koloniálních říší kromě toho vyvolal zájem o překlady Bible do dalších i mimoevropských jazyků. Počátkem 19. století vznikly biblické společnosti (anglická 1804), které se starají o překládání a vydávání Bible. Podle jejích údajů byly aspoň části Bible přeloženy do 2900 jazyků a pro 98 % světové populace je Bible jazykově dostupná.

## Kritická vydání Nového zákona
Zejména během 19. století se vědcům podařilo shromáždit a porovnat stovky starých rukopisů a překladů, tisíce citátů a zlomků biblického textu. Na základě rozdílů mezi řeckými a latinskými texty se často podařilo uspořádat rukopisy do „rodokmenů“ a jednotlivým verzím přiřadit poměrně spolehlivé váhy. V celém textu Nového zákona je registrováno asi sto tisíc odchylek, většinou zřejmých písařských chyb, pokusů odstranit rozdíly mezi líčením 4 evangelií a podobně.
Současná kritická vydání původních textů, jež jsou základem pro moderní překlady, registrují tisíce drobných a několik významnějších odchylek, jež se uvádějí v poznámkách. Mezi významné odchylky patří například úryvek o cizoložné ženě nebo výrok o člověku, který v sobotu pracuje, jež chybí v nejstarších a nejlepších rukopisech. Naopak v několika starých rukopisech chybí část Mk 16,9–20 a je nahrazena stručnějším zněním.

## Kulturní význam Nového zákona
Nový zákon jako nejčastěji používaná část Bible měl a má pro evropskou i českou kulturu nesmírný význam. Biblické překlady patřily v řadě evropských jazyků k prvním psaným textům vůbec, takže silně ovlivnily vznik spisovných jazyků. Druhou vlnu tohoto jazykového vlivu způsobily překlady reformační, například Bible kralická, která i pro české národní obrození představovala téměř normu.
Při překladech se do národních jazyků dostala řada slov, slovních spojení, úsloví a podobně, které dnes patří k běžnému jazykovému fondu. Nejenom biblická jména (Alžběta, Anna, Jakub, Jan, Josef, Marie, Pavel, Petr, Tomáš aj.) dodnes patří mezi nejčastější, ale i slova jako „farizej“, „talent“, „pokušení“, „kříž“ nebo obraty jako „ztracený syn“ nebo „kdo nepracuje, ať nejí“ pocházejí z biblického jazyka. Podobně velký byl i vliv novozákonních metafor nebo podobenství a je tomu tak i v současné české poezii.

#### Anglicky
- The New Testament Gateway – Dr. Mark Goodacre.
- N.T. Ancient Manuscripts: Partial New Testament Papyri
- New Testament – King James Version with Greek and Encyclopedic links
- Vatican Resource Library – Vatican Library Archives
- Complete Text of the New Testament, 1611 King James Version
- Searchable New Testament Greek Lexicon

#### Řecky
- Řecká Bible na Wikisource
- New Testament Byzantine Greek Original Nový zákon řecky, anglicky a rusky s komentáři a obrázky
- New Testament, Greek Polytonic Text according to Ecumenical Patriarchate
- Greek New Testament text (pouze hledání a slovníkové pomůcky)
- Greek New Testament
- Greek-English interlinear of the Old & New Testaments - in PDF format.
- Public Domain Česko-řecký Nový zákon v PDF.

#### Jiné jazyky
- Bible Gateway 35 languages/50 versions at GospelCom.net
- Unbound Bible 100+ languages/versions at Biola University